# Liste von Persönlichkeiten aus Morbio Inferiore
Diese Liste enthält in Morbio Inferiore geborene Persönlichkeiten und solche, die in Morbio Inferiore ihren Wirkungskreis hatten, ohne dort geboren zu sein. Die Liste erhebt keinen Anspruch auf Vollständigkeit.

## Persönlichkeiten
(Sortierung nach Geburtsjahr)
- Gebrüder Antonio, Battista und Cristoforo de Morbio (* um 1415/1420 in Morbio Inferiore; † nach 1460 ebenda ?), Baumeister in San Severino Marche[1]
- Berto di Andreolo (* um 1425 in Morbio Inferiore; † nach 1459 in San Severino Marche ?)[2]

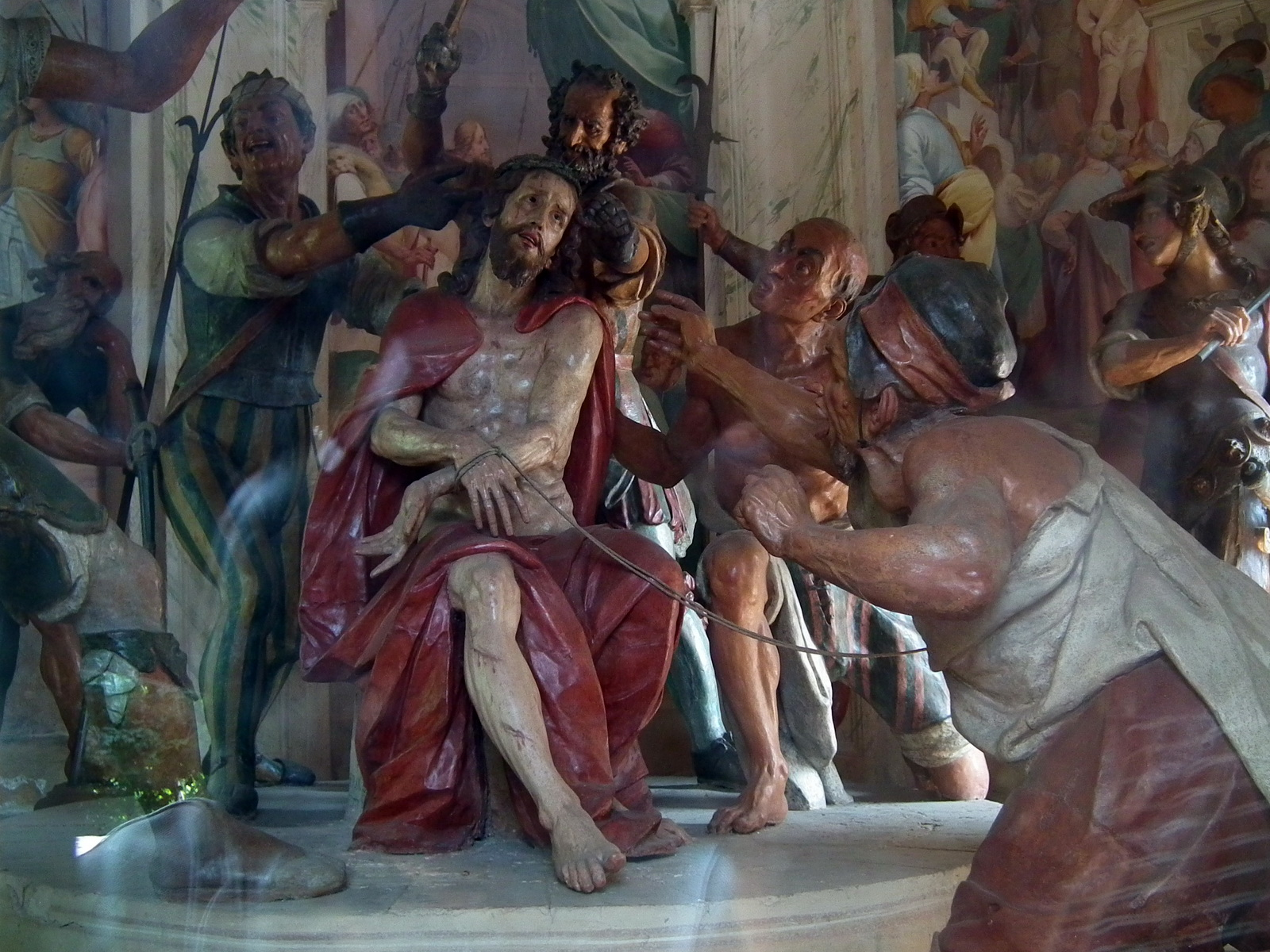
Francesco Silva: Christus mit Dornen gekrönt, Sacro Monte di Varese, 1623.

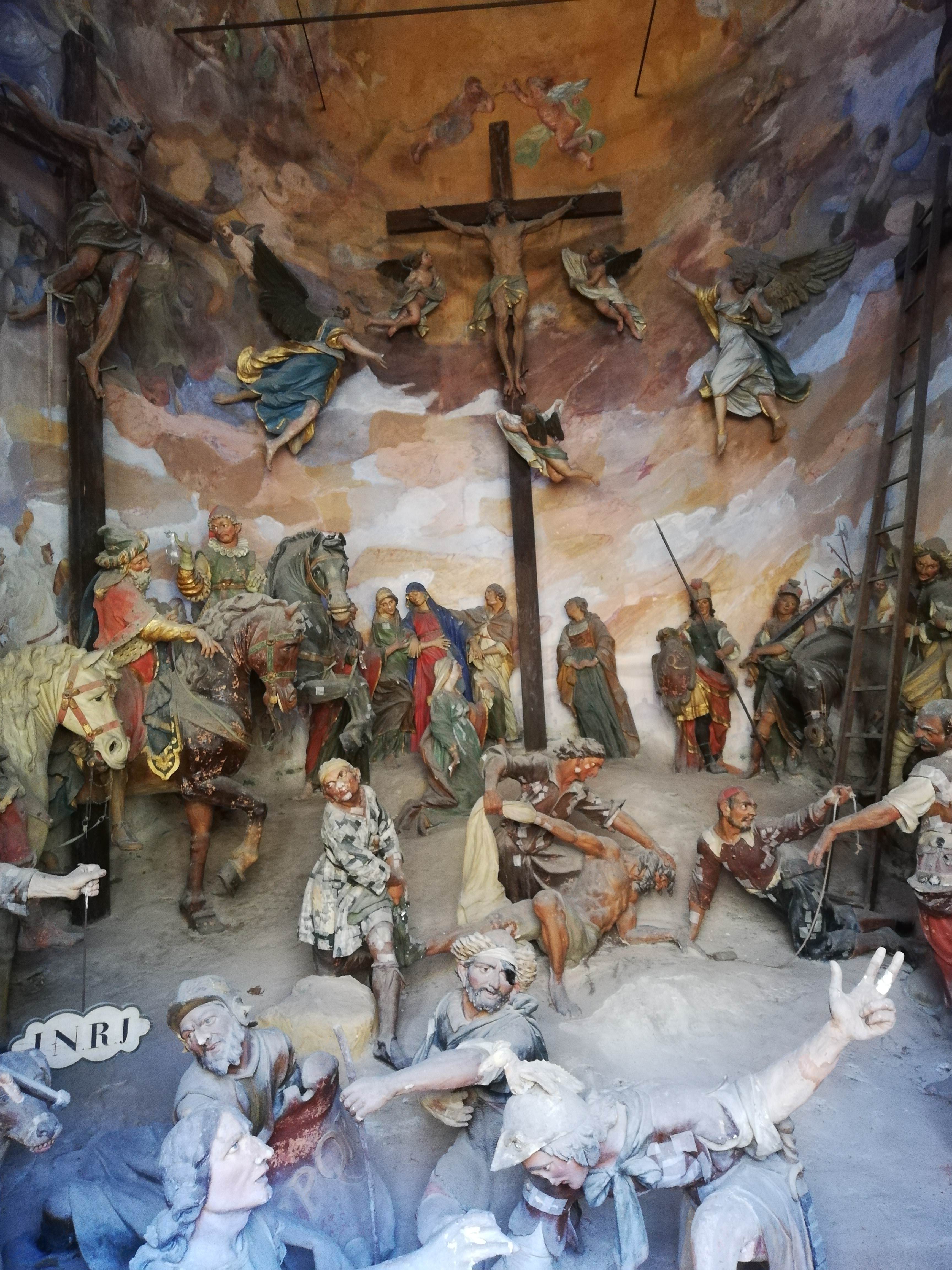
Agostino Silva: Kreuzigung, Sacro Monte di Ossuccio, 1669

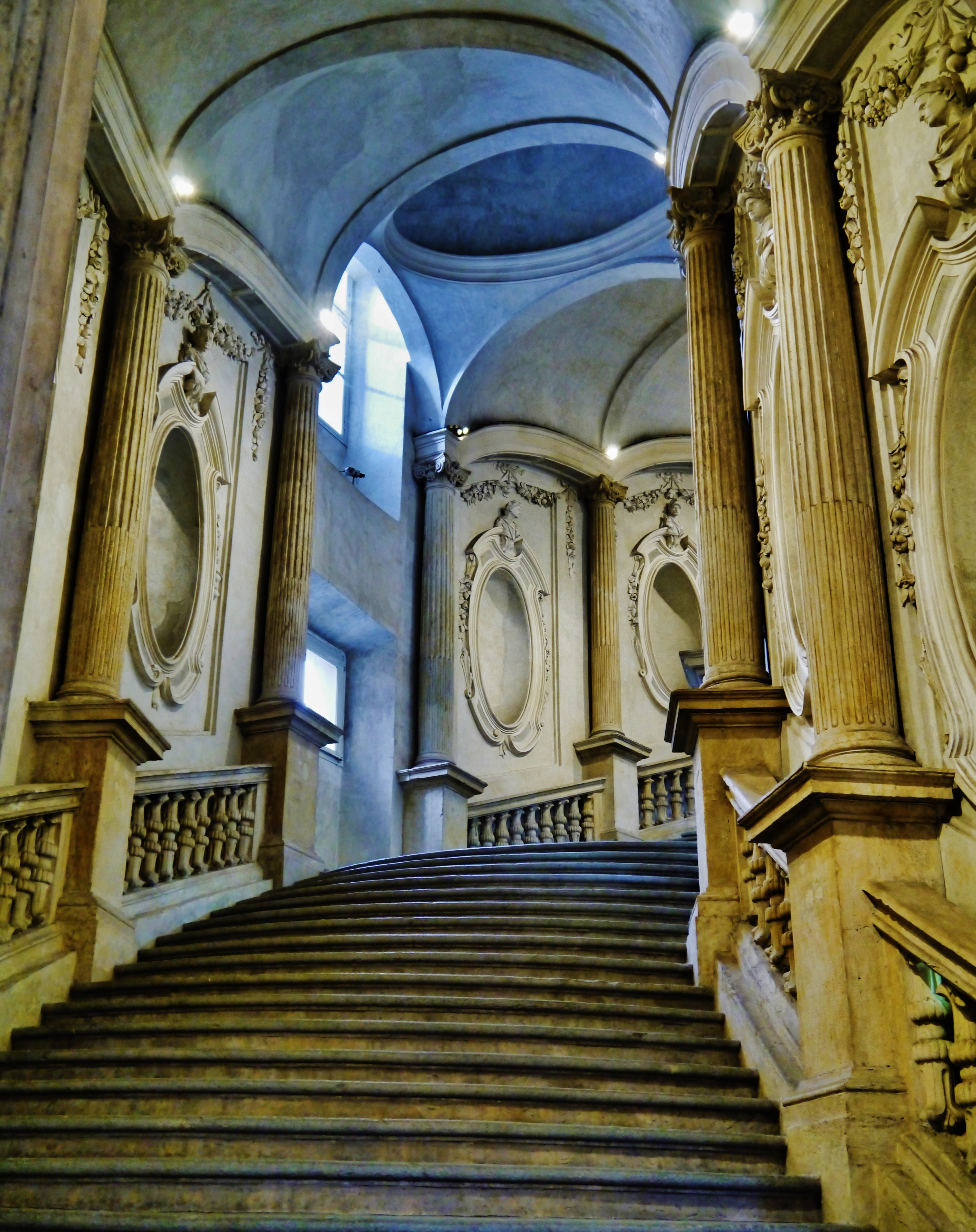
Stefano Silva: Palazzo Carignanos Treppe, Turin 1693

- Pietro de Oli (* um 1425 in Mailand ?; † nach 1473 ebenda), Höfling und Sänger im Dienste des Herzogs von Mailand erhielt die Herrschaft von Morbio Inferiore[3]
- Battista de Primo (* um 1440 in Morbio Inferiore; † nach 1471 in San Severino Marche ?), Baumeister[4]
- Giuseppe Piotti (* um 1570 in Morbio Inferiore; † 29. Dezember 1620 in Mailand), genannt il Vacallo, Infanteriehauptmann und Ingenieur[5]

- Künstlerfamilie Silva.  Ab 1540 bezeugte Familie von Morbio Inferiore. Zwischen dem 16. und 18. Jahrhundert waren verschiedene Silva Gliedre als Stuckateure, Maler und Architekten im Kanton Tessin und in Italien tätig[6][7]
  - Bernardo Silva (* um 1540 in Morbio Inferiore; † nach dem 1588 in Seckau ?), Architekt[8]
  - Francesco Silva (* um 1580 in Morbio Inferiore; † nach dem 1643 ebenda ?), Bildhauer und Stuckateur, Schüler des Guglielmo della Porta, er arbeitete in Assisi, Urbino,  in der Basilika vom Heiligen Haus in Loreto und am Sacro Monte di Varese sowie 1641 in Dom zu Como[9][10][11]
  - Domenico Silva (* um 1582 in Morbio Inferiore; † nach 1621 in Rom ?), Baumeister, 1606–1621 in Rom erwähnt, schuf unter dem Architekten Flaminio Ponzio aus Viggiù, arbeitete in der Basilika Santa Maria Maggiore und am Bau des päpstlichen Palasts[6][12]
  - Simone Silva (* 1598 in Morbio Inferiore; † 5. Mai 1681 ebenda), Doktor des kanonischen Rechts, Propst des Stiftskirche San Fedele in Como, er stiftete 1681 in Morbio Inferiore eine nach ihm benannte Pfründe[6]
  - Agostino Silva (* 11. November 1628 in Morbio Inferiore; † 6. Februar 1706 ebenda), Sohn des Francesco, Bildhauer, Statuen- und Ornamentstuckateur und Architekt. Er schuf Religiöse, allegorische und mythologische Themen. er arbeitete in Assisi, Urbino, in der Basilika vom Heiligen Haus in Loreto und am Sacro Monte di Ossuccio sowie 1641 in Dom zu Como[9][13][14]
  - Paolo Silva (* 1645 in Morbio inferiore; † nach 1675 in Balerna), plebano von Balerna 1675–1675[6]
  - Giovanni Francesco Silva (* 7. April 1660 in Morbio Inferiore; † 3. Oktober 1738 ebenda), Sohn des Agostino, Bildhauer, Stuckkünstler, Architekt, er schuf eine gloria der Engel in der Basilika des Heiligen Antonius (Padua), er wurde vom Kurköln als Hofarchitekt berufen[9][15][16]
  - Carlo Francesco Silva (* 1661 in Morbio Inferiore; † 1726 in Mailand), Bildhauer, Architekt, er baute in Como die Kirche Sant’Eufemia, in Mailand die Ehrentreppe des Visconti-Palastes, leitete in Cremona den Po (Fluss) ab und baute die Marignano-Brücke, weshalb er vom Kaiser Karl VI. (HRR) zum Hofingenieur ernannt wurde; er baute die Pizzighettone-Festung. In Morbio Inferiore liess er auf seine Kosten die Kirche San Rocco erstellen[9][17][6]
  - Giovanni Francesco Silva (* 1668 in Morbio Inferiore; † 1737 in Bonn), Künstler, Bildhauer tätig im Kanton Tessin, Italien und Deutschland. Autor von Statuen im Sacro Monte di Varese. Hofbildhauer des Kurfürstbischofs von Köln[18]
  - Stefano Silva (* um 1670 in Morbio Inferiore; † nach dem 1693 in Turin ?), Stuckateur. Arbeitete um 1693 in Turin, Palazzo Carignano: Die Stuckaturen entlang der Ehrentreppe schufen Agostino und Stefano Silva aus Morbio Inferiore und Pietro Antonio Garove aus Bissone[19]
  - Agostino Silva (* um 1710 in Morbio Inferiore; nach 1753 ebenda ?), Stuckateur, Architekt[20]
  - Carlo Antonio Benedetto Silva (* 1705 in Morbio Inferiore; † 1798 ebenda), Sohn des Giovanni Francesco, Bildhauer, Stuckateur, er arbeitete in Bologna (St. Ignatius und St. Hominiens), in Orvieto, Foligno, Città di Castello, Perugia, Balerna (Pfarrkirche)[9][6][21]
  - Francesco Antonio Silva (* 1731 in Morbio Inferiore; † 1784 ebenda), Sohn des Carlo Antonio Benedetto, Maler, Freskant in Bologna, Rom und Como[9][6][22]

- Künstlerfamilie Catenazzi. [23][24]
  - Andrea Catenazzi (* um 1630 in Morbio Inferiore; † nach 1701 in Poznań ?), Architekt[25]
  - Giorgio Catenazzi (* 1630 in Morbio Inferiore; † nach 1690 in Wągrowiec), Architekt[26][27]
  - Giovanni Catenazzi (* 1660 in Morbio Inferiore; † nach 1724 in Posen),[28]
  - Pietro Catenazzi (* 21. März 1770 in Morbio Inferiore; † 16. Juli 1840 ebenda), Arzt und Politiker[29]
  - Luigi Catenazzi (1783–1858), Vizedirektor des königlichen Ginnasio-Liceo von Como und Generaldirektor der Schulen Comos, Autor
  - Antonio Catenazzi (* 1808 in Morbio Inferiore; † 1871 ebenda), Advokat und Notar, Gerichtspräsident von Mendrisio[30]
  - Giovanni Battista Catenazzi (* 21. November 1827 in Morbio Inferiore; † 19. Dezember 1888 ein Lugano), Advokat und Notar, beteiligte an der Cinque giornate vom Mailand[31]

- Pietro Bernasconi (* 26. Februar 1826 in Morbio Inferiore; † 31. März 1912 in Vacallo), Bildhauer, Schüler und Mitarbeiter von Vincenzo Vela, realisierte mehrere Grabdenkmäler[32][33]
- Abbondio Cavadini (* 5. März 1846 in Calcinate (Bergamo); † 26. März 1910 in Kodialbail), aus Morbio Inferiore, Bischof des Bistums Mangalore[34]
- Eugenio Cavadini (1881–1962 in Locarno), Architekt, Tessiner Grossrat
- Luciano Uboldi (* 10. Juni 1898 in Lugano; 8. Dezember 1986 in Morbio Inferiore), Maler, Zeichner, Keramiker, Mosaiker schuf Landschaften, Stillleben, Gemälde mit religiösen Themen. Er war Exponent des lyrischen Abstraktionismus[35]
- Theo Horat (* 15. Februar 1910 in Bellinzona; † 27. Januar 2000 in Morbio Inferiore), Maler, Zeichner[36]
- Olivio Agustoni (* 28. März 1920 in Morbio Inferiore; † 12. August 2014 ebenda), Priester, Pfarrer in Pedrinate, Stabio, Bironico, Camignolo, Mezzovico und Sigirino. Von 1971 bis 1996 war er Mitglied des Verwaltung der Diözese Lugano[37]
- Benito Bernasconi (* 5. April 1923 in Morbio Inferiore; † 23. Februar 2018 in Chiasso), Staatsanwalt, Tessiner Staatsrat, Präsident des Partito socialista ticinese[38]
- Silvano Albisetti (* 24. September 1931 in Morbio Inferiore; † 18. August 2014 in Mendrisio), Priester, Sekretär des Bischofs Angelo Jelmini, seit 1965 Generalvikar des Bischofs Giuseppe Martinoli, Erzpriester von Chiasso 1978; seit 2000 Kaplan an der Altersheim San Rocco von Morbio Inferiore; sehr engagiert im liturgischen Bereich und für den heiligen Gesang in Zusammenarbeit mit Luigi Picchi, Luigi Agustoni und Luigi Cansani[39][40]
- Emilio Riccardo Quadri (Fra’ Riccardo) (* 7. Februar 1934 in Tesserete; † 4. April 2020 in Morbio Inferiore), Kapuziner, Theologe, Autor: Anonymi Leidensis De situ orbis libri duo., Santa Maria del Bigorio-Una storia secolare di spiritualità e accoglienza., u. a.[41]
- Fernando Agustoni (* 7. Februar 1937 in Morbio Inferiore; † 12. November 2014 in Lugano), Priester, persönlicher Sekretär von Bischof Ernesto Togni, Vizekanzler der Diözese, Richter und Notar des Kirchengerichts von Lugano. Er hatte auch der Parrocchia del Sacro Cuore in Molino Nuovo, den Pfarreien Gudo, Comano, Gandria, Ponte Tresa und der Kathedrale San Lorenzo (Lugano) gedient.[42]
- Gianni Ballabio (* 1944 in Morbio Inferiore), Literarische Studien an der Universität Freiburg, ehemaliger Direktor der Mittelschule von Morbio Inferiore, Journalist, Sekretär der bischöflichen Kurie von Lugano[43][44][45]
- Edo Bobbià (* 12. Januar 1946 in Morbio Inferiore), Unternehmer, Politiker, Tessiner Grossrat[46]
- Edoardo Agustoni (* 1960 in Morbio Inferiore; † 23. Oktober 2023 in Salorino), er schloss sein Studium der Kunstgeschichte an der Fakultät für Geisteswissenschaften der Universität Lausanne (1979/1980–1985), Kunsthistoriker und Kritiker, Dozent beim Centro scolastico per le industrie artistiche (CSIA) in Lugano und bei SUPSI, Sektion Konservierung und Restaurierung, Autor[47][48]
- Lorenza Noseda (* 1970 ? in Morbio Inferiore), Abschluss in Pädagogik und Sozialpsychologie der Familie an der Katholische Universität vom Heiligen Herzen in Mailand, Schriftstellerin, ihre Kurzgeschichtensammlung Gente di frontiera wurde 2019 mit dem Chiara-Inediti-Preis ausgezeichnet[49][50]